# Revue encyclopédique
Pour les articles homonymes, voir Revue encyclopédique (homonymie).
La Revue encyclopédique est une revue française fondée en 1819 par Marc Antoine Jullien, disparue en 1835.

## Historique
Cette revue mensuelle, dont le titre complet est Revue encyclopédique ou analyse raisonnée des productions les plus remarquables dans la littérature, les sciences et les arts, parut de janvier 1819 à 1835, chez Baudouin frères. 
Elle fait suite au Magasin encyclopédique, ou Journal des sciences, des lettres et des arts (1792-1816) de Marie-François Drouhin, repris par les Annales encyclopédiques (1817-1818) de A. L. Millin.

## Contenu
Son secrétaire général, Edme-Joachim Héreau (d), fut l'un des premiers à faire connaître en France la littérature russe, qui bénéficia de ce fait d'une importante couverture dans la revue.
Chaque livraison  comportait :
- Mémoires et notices
- Analyses
  - Sciences physiques et naturelles et arts industriels
  - Sciences morales, politiques et historiques[1]
  - Littérature et beaux-arts
- Bulletins bibliographiques

Elle avait de nombreux correspondants à l'étranger et consacrait beaucoup d'articles à la vie intellectuelle du monde entier.
Considérée, avec Le Globe, comme un des organes importants de la gauche de l'époque, elle eut une grande influence sur l'opinion progressiste.

## Collaborateurs
Anselme Petetin - Auguste Jullien - Hippolyte Carnot - Hippolyte Dussard - Pierre Leroux - Benjamin Constant - Charles Didier - Charles Dupin - Henri Navier - Pierre Flourens - Étienne Geoffroy Saint-Hilaire - Francesco Saverio Salfi - Jean-Baptiste Bory de Saint-Vincent - Jean-Baptiste Say - Jean de Sismondi - Arthur Beugnot - Adolphe Blanqui - Alexandre Barbié du Bocage - Charles Comte - Georges-Bernard Depping - Charles Dunoyer - Amaury Duval - Louise Swanton Belloc - Henri Patin - Vittorio Pica (1891-1899) - Léon Thiessé - Jean Yanoski

## Reprise du titre
Le titre fut repris en 1845, devenant la Nouvelle Revue encyclopédique, dirigée par Noël Desvergers et Jean Yanoski, éditée par Fimin-Didot frères, puis, de façon brève, en 1880.
Georges Moreau, pour la Librairie Larousse, fonde le 14 décembre 1890, la Revue encyclopédique, recueil documentaire universel et illustré, qui comprend 382 numéros et qui prend fin en décembre 1900.

## Sources
- La revue est consultable en ligne, prospectus de lancement inclus.